# WINMOR
WINMOR (engl. WinLink mail over radio ‚WinLink-Mail über Funk‘) bezeichnet eine digitale Betriebsart im Amateurfunkdienst. Im WinLink-Netzwerk wird sie seit Juli 2020 zugunsten des Nachfolgers ARDOP nicht mehr unterstützt.

## Zweck
Es wurde für die Verwendung mit WinLink auf Kurzwelle entwickelt und ermöglicht das Übertragen von Daten, z. B. E-Mails über Kurzwelle im Amateurfunk. WINMOR bietet eine Alternative zur PACTOR-Übertragung im Kurzwellen-Bereich des WinLink-Systems. Das Protokoll wurde 2008 bei der ARRL/TAPR Digital Communications Conference (DCC) vorgestellt. Im Jahr 2015 wurde dort der künftige Nachfolger ARDOP vorgestellt. Seit dem 10. Juli 2020 sind die Betreiber aufgefordert, die WINMOR-Unterstützung auf ihren Zugangsknoten zugunsten schnellerer und robusterer Protokolle einzustellen.
Im Gegensatz zu PACTOR arbeitet WINMOR ohne teuren Hardware-TNC, es reichen die Soundkarte eines Computers und ein SSB-Transceiver zum Modulieren und Demodulieren. Jedoch kann mit WINMOR bei einer Bandbreite von 1600 Hz lediglich eine Datenübertragungsrate von bis zu 1300 Bit/s erreicht werden; PACTOR-IV hingegen kann bei einer Bandbreite von 2400 Hz ohne Kompression eine Datenübertragungsrate bis zu 5.512 Bit/s erzielen. Im Vergleich hierzu hat ISDN eine Datenübertragungsrate von 64.000 bit/s (64 kbit/s).
WINMOR kann mit 500 oder mit 1600 Hz Bandbreite arbeiten. Es ist vollständig offengelegt und kann ohne Lizenzgebühren verwendet werden. Eine plattformunabhängige und unter LGPL-Lizenz quelloffene Implementation des WINMOR-Protokolls mit der Bezeichnung openMOR befindet sich in der Entwicklung.

## Modulation
Bei der WINMOR-Modulation kommen von vierfacher Frequenzumtastung über einfacher Quadraturphasenumtastung bis hin zur sechzehnfachen Quadraturamplitudenmodulation unterschiedliche Varianten zum Einsatz.
| Modulations- verfahren | Bandbreite (Hz) | Carriers | max. Brutto-Datendurchsatz (B/min) |
| ---------------------- | --------------- | -------- | ---------------------------------- |
| 4FSK                   | 200 Hz          | 1        | 250                                |
| QPSK                   | 200 Hz          | 1        | 480                                |
| 16QAM                  | 200 Hz          | 1        | 680                                |
| 4FSK                   | 500 Hz          | 3        | 700                                |
| QPSK                   | 500 Hz          | 3        | 1300                               |
| 16QAM                  | 500 Hz          | 3        | 2300                               |
| 4FSK                   | 2000 Hz         | 15       | 2500                               |
| QPSK                   | 2000 Hz         | 15       | 5500                               |
| 16QAM                  | 2000 Hz         | 15       | 10000                              |

## Host-Software
| Programm            | Betriebssystem              | Lizenz   |
| ------------------- | --------------------------- | -------- |
| BPQ32 / LinBPQ      | Windows 95 und höher, Linux | Freeware |
| AirMail (mit BPQ32) | Windows 95 und höher        | Freeware |
| Pat                 | Windows, Linux, Mac OS X    | Freeware |